# Bahnhof Totsuka
Der Bahnhof Totsuka (jap. 戸塚駅, Totsuka-eki) ist ein Bahnhof auf der japanischen Insel Honshū. Er befindet sich in der Präfektur Kanagawa auf dem Gebiet der Stadt Yokohama, genauer im Bezirk Totsuka-ku, und ist ein wichtiger Umsteigeknoten zwischen mehreren Bahnlinien der Gesellschaft JR East sowie der U-Bahn Yokohama.

## Verbindungen
Totsuka ist ein Anschlussbahnhof an der Tōkaidō-Hauptlinie von Tokio über Nagoya nach Osaka, einer der bedeutendsten Bahnstrecken Japans. Parallel zu dieser verläuft einerseits die Shōnan-Shinjuku-Linie von Ōfuna über Yokohama und Shinjuku nach Ōmiya, wo sie mit der Utsunomiya-Linie und der Takasaki-Linie verknüpft ist. Andererseits besteht eine Parallelführung mit der Yokosuka-Linie von Tokio über Yokohama nach Kurihama. Unterirdisch werden diese Strecken von der Blauen Linie der U-Bahn Yokohama gekreuzt.
Auf der Tōkaidō-Hauptlinie verkehren jede Stunde in Richtung Odawara sechs bis neun Züge, in Richtung Tokio sechs oder sieben (während der morgendlichen Hauptverkehrszeit bis zu 16 Züge je Stunde). Dabei handelt es sich überwiegend um die Eilzüge Rapid Acty (快速アクティー, Kaisoku akutī) und Shōnan Liner (湘南ライナー, Shōnan Rainā). Auf der Shōnan-Shinjuku-Linie werden vier bis sieben Nahverkehrs- und Eilzüge je Stunde angeboten, auf der Yokosuka-Linie fünf bis zehn.
Die U-Bahn verkehrt von ca. 5:15 bis 0:45 Uhr, je nach Tageszeit vier bis 14 Mal stündlich. Totsuka ist auch eine bedeutende Drehscheibe des regionalen und lokalen Busverkehrs. Auf dem östlichen Bahnhofsvorplatz befindet sich ein Busterminal mit sieben Bussteigen. Diese werden von über zwei Dutzend Linien der Gesellschaften Enoden Bus, Kanagawa Chūō Kōtsū, Nankai Bus und Yokohama Keikyū Bus bedient. Ein weiterer Busbahnhof befindet sich etwa hundert Meter vom Westeingang entfernt an der Nationalstraße 1; an sechs Bussteigen halten rund 20 Linien von Kanagawa Chūō Kōtsū und Narita Airport Transport. Sieben weitere Linien von Kanagawa Chūō Kōtsū halten an der Straße, die am Westeingang vorbeiführt.

## Anlage
Der Bahnhof steht am nordöstlichen Rand des Stadtteils Totsuka-chō, der zum Bezirk Totsuka-ku gehört. Zwischen der Westseite und der Nationalstraße 1 erstreckt sich ein dicht bebautes Geschäftszentrum mit Einkaufszentren und Bürohochhäusern. An die Ostseite ist ein weiteres Einkaufszentrum angebaut; außerdem fließt hier der Fluss Kashio vorbei. Die Anlage ist von Norden nach Süden ausgerichtet und besitzt sechs Gleise, von denen die vier östlichen dem Personenverkehr dienen. Sie liegen an zwei überdachten Mittelbahnsteigen, wobei deren südliches Ende den Kashio überbrückt. Die beiden am westlichsten gelegenen Gleise gehören zur Tōkaidō-Güterlinie von JR Freight und sind dem Güterverkehr vorbehalten.
Über alle Gleise hinweg spannt sich das Empfangsgebäude in Form eines Reiterbahnhofs. Ebenso sind alle Teile des Bahnhofs über eine unterirdische Ladenpassage miteinander verbunden. Von dort aus ist der zweigeschossige U-Bahnhof erreichbar, der von Osten nach Westen ausgerichtet ist. Das zweite Untergeschoss dient als Verteilerebene, die Bahnsteigebene befindet sich im dritten Untergeschoss. Sie umfasst einen Mittelbahnsteig mit Bahnsteigtüren zwischen zwei Gleisen.
Im Fiskaljahr 2018 nutzten durchschnittlich 202.739 Fahrgäste täglich den Bahnhof. Davon entfielen 112.606 auf JR East und 90.133 auf die U-Bahn.

## Bilder

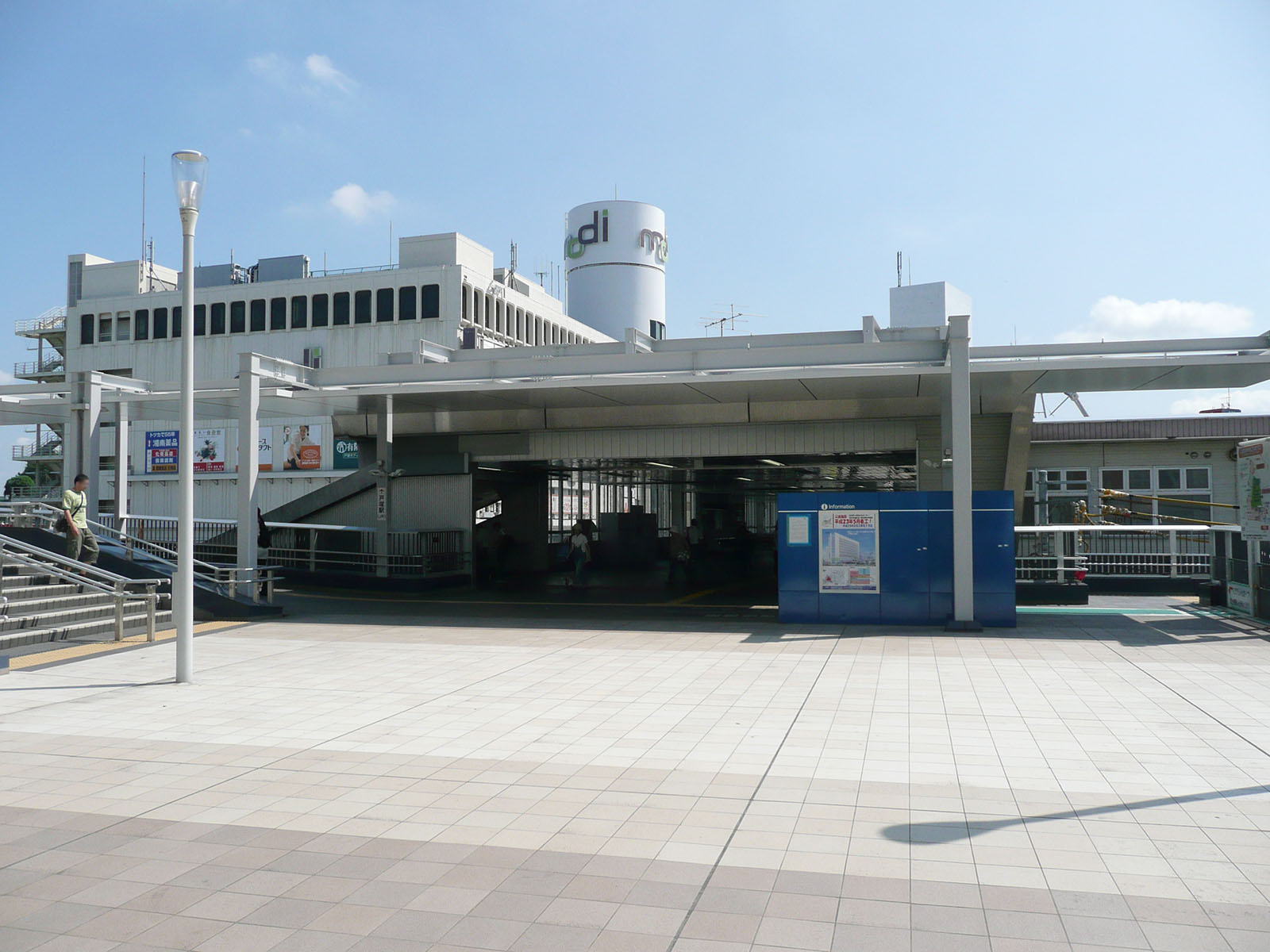
Westeingang
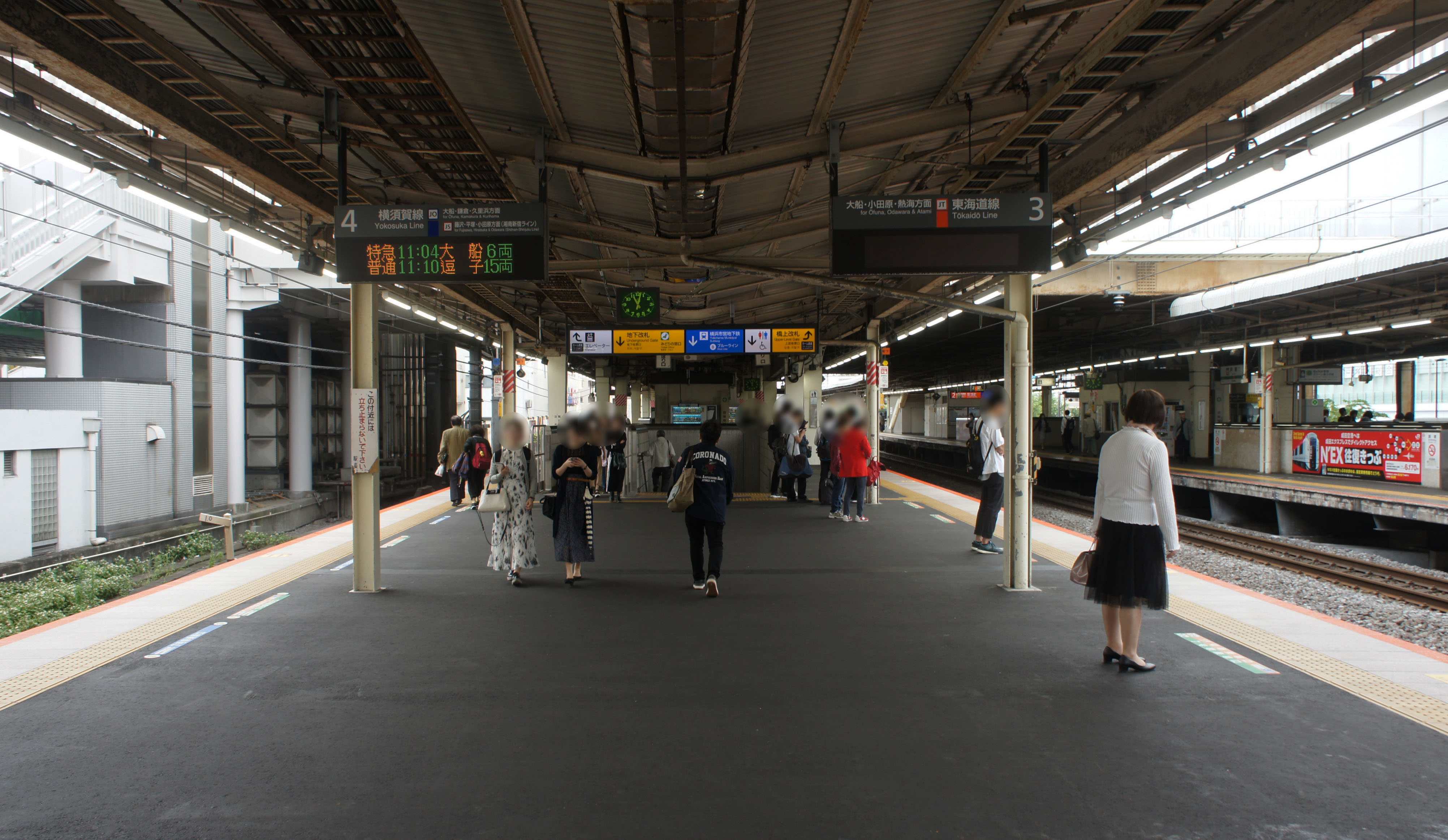
JR-Bahnsteig
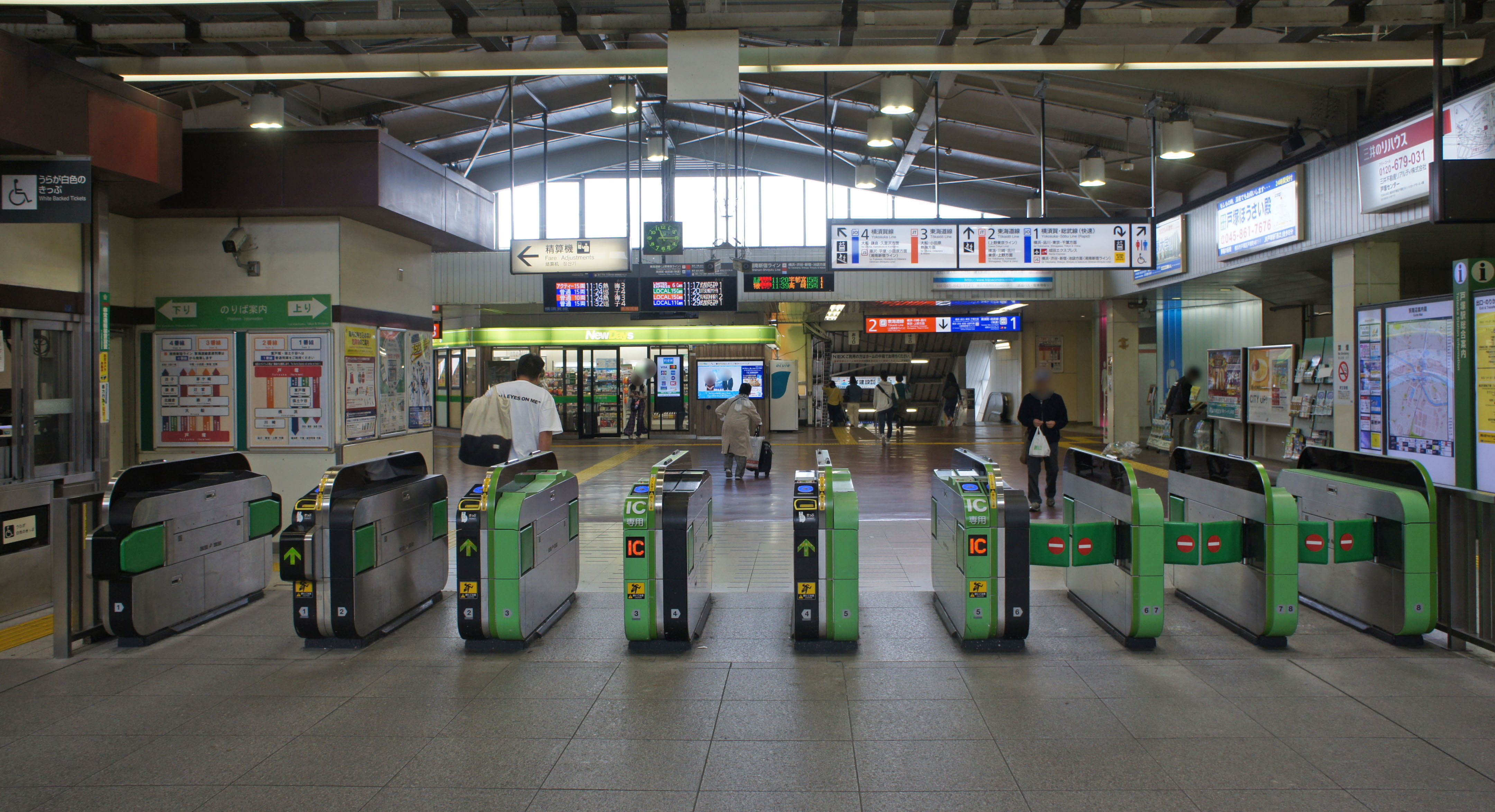
Bahnsteigsperren
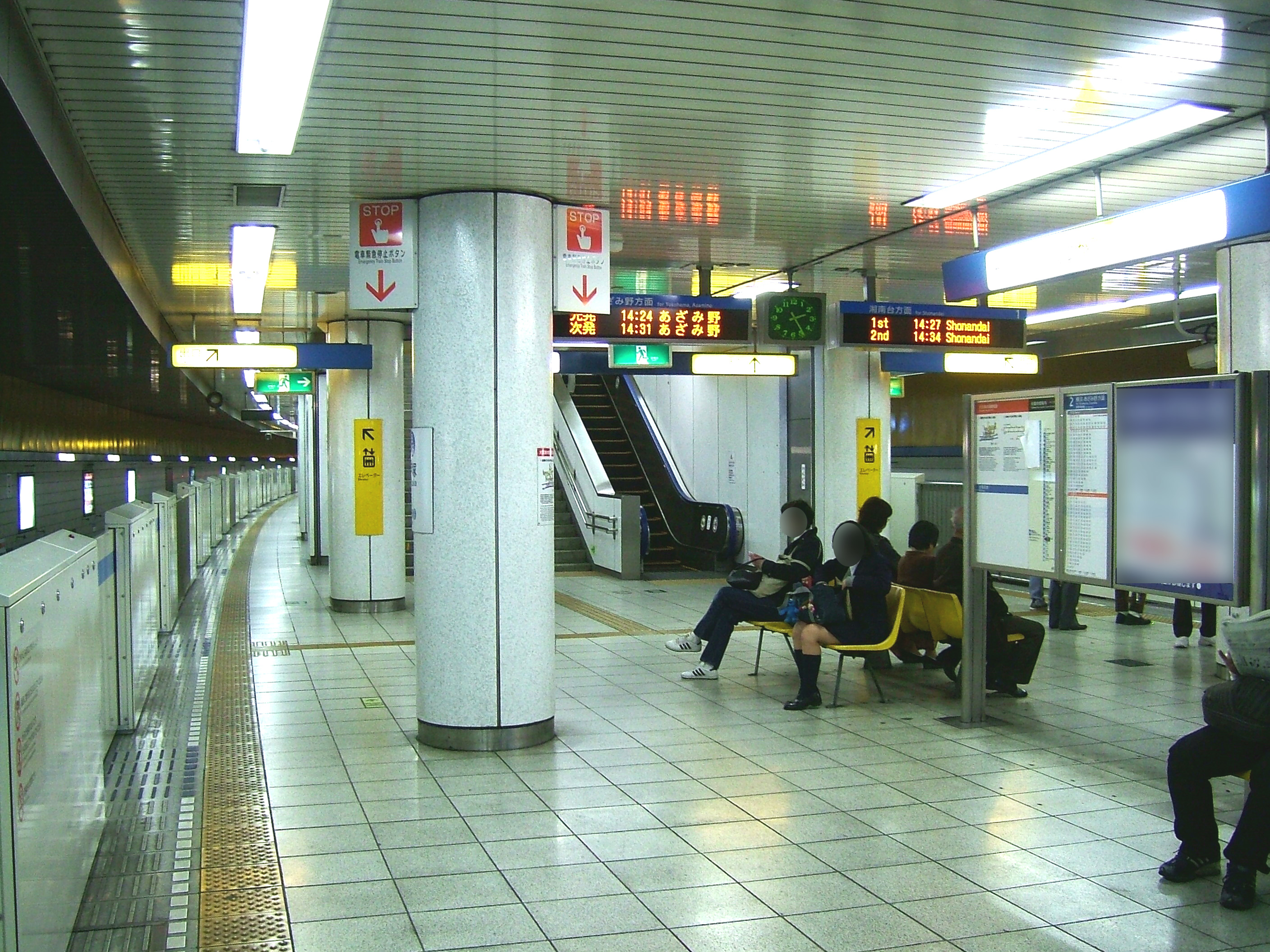
U-Bahnhof

## Gleise
Eisenbahn
| 1 | ▉ Yokosuka-Linie        | Yokohama • Tokio • Chiba • Flughafen Narita |
| 1 | ▉ Shōnan-Shinjuku-Linie | Yokohama • Shibuya • Shinjuku • Ōmiya       |
| 2 | ▉ Tōkaidō-Hauptlinie    | Yokohama • Kawasaki • Tokio • Ueno          |
| 3 | ▉ Tōkaidō-Hauptlinie    | Ōfuna • Odawara • Atami                     |
| 4 | ▉ Yokosuka-Linie        | Ōfuna • Kamakura • Kurihama                 |
| 4 | ▉ Shōnan-Shinjuku-Linie | Fujisawa • Hiratsuka • Odawara              |

U-Bahn
| 1 | ▉ Blaue Linie | Shōnandai          |
| 2 | ▉ Blaue Linie | Yokohama • Azamino |

## Linien
| Verlauf der Shōnan-Shinjuku-Linie |
| --- |
| Ōmiya • Urawa • Akabane • Ikebukuro • Shinjuku • Shibuya • Ebisu • Ōsaki • Nishi-Ōi • Musashi-Kosugi • Shin-Kawasaki • Yokohama • Hodogaya • Higashi-Totsuka • Totsuka • Ōfuna • Kita-Kamakura • Kamakura • Zushi |

| Verlauf der Tōkaidō-Hauptlinie (Tokio–Atami) |
| --- |
| Tokyo • Shimbashi • Shinagawa • Kawasaki • Yokohama • Totsuka • Ōfuna • Fujisawa • Tsujidō • Chigasaki • Hiratsuka • Ōiso • Ninomiya • Kōzu • Kamonomiya • Odawara • Hayakawa • Nebukawa • Manazuru • Yugawara • Atami |

| Verlauf der Sōbu-Schnellbahnlinie / Yokosuka-Linie |
| --- |
| Tsudanuma • Funabashi • Ichikawa • Shin-Koiwa • Kinshichō • Bakurochō • Shin-Nihombashi • Tokyo • Shimbashi • Shinagawa • Nishi-Ōi • Musashi-Kosugi • Shin-Kawasaki • Yokohama • Hodogaya • Higashi-Totsuka • Totsuka • Ōfuna • Kita-Kamakura • Kamakura • Zushi • Higashi-Zushi • Taura • Yokosuka • Kinugasa • Kurihama |

## Geschichte

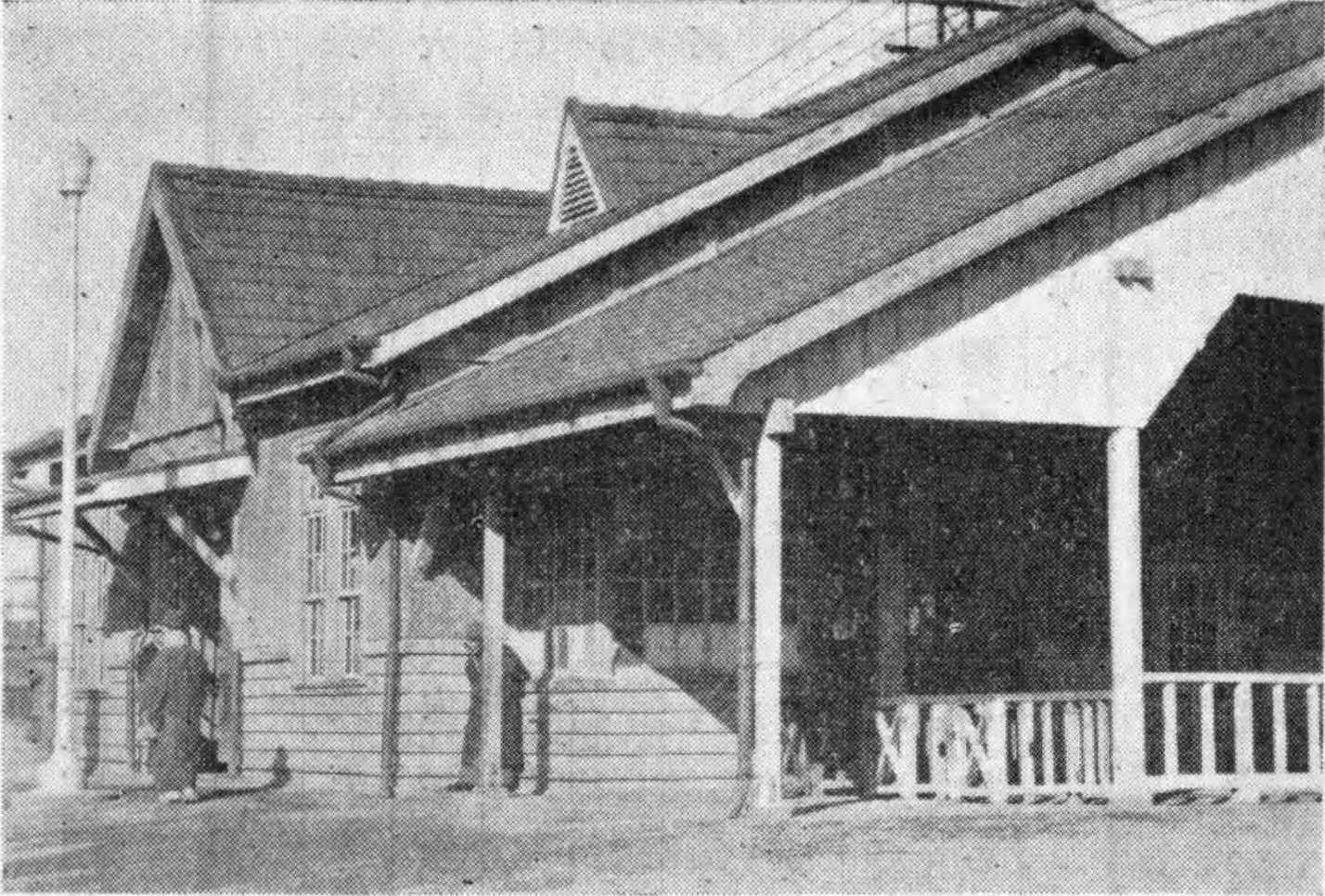
Ansicht des Bahnhofs 1934

Totsuka war einst ein wichtiger Etappenort am Tōkaidō, der wichtigsten Post- und Handelsstraße Japan. Am 11. Juli 1887 eröffnete die staatliche Eisenbahnverwaltung hier einen Bahnhof, zusammen mit dem Abschnitt Sakuragichō–Kōzu der Tōkaidō-Hauptlinie. Zunächst gab es nur auf der Westseite einen Zugang; 1937 kam ein weiterer auf der Ostseite hinzu, um eine direktere Verbindung zur nahe gelegenen, von 1932 bis 1954 bestehenden Pferderennbahn zu ermöglichen. Als das Eisenbahnministerium am 15. März 1930 alle Züge auf der parallel verlaufenden Yokosuka-Linie durch elektrische Triebzüge ersetzte, hielten keine Züge der Tōkaidō-Hauptlinie mehr am Bahnhof Totsuka, obwohl beide Linien dieselben Gleise befuhren.
Ab Mitte der 1960er Jahre erfolgte eine markante Erweiterung des Bahnhofs und am 26. März 1969 nahm die Japanische Staatsbahn den neuen Reiterbahnhof in Betrieb. Am 1. Mai 1970 stellte die Staatsbahn den Güterumschlag ein und verlegte den hier durchfahrenden Güterverkehr am 1. Oktober 1979 auf ein neu eröffnetes Teilstück der Tōkaidō-Güterlinie. Währenddessen war der Busbahnhof im Jahr 1971 auf das Gelände des früheren Güterbahnhofs verlegt worden. Nach dem Ausbau des Abschnitts Yokohama–Ōfuna auf sechs Gleise hielten ab 1. Oktober 1980 nach einer Unterbrechung von sechs Jahrzehnten wieder Züge der Tōkaidō-Hauptlinie in Totsuka.
Die Staatsbahn stellte am 14. März 1985 aus Rationalisierungsgründen die Gepäckaufgabe ein. Im Rahmen der Staatsbahnprivatisierung ging der Bahnhof am 1. April 1987 in den Besitz der neuen Gesellschaft JR East über. Das Verkehrsamt der Stadt Yokohama schloss den Bahnhof am 24. Mai 1987 ans Netz der U-Bahn Yokohama an. Daraufhin war Totsuka zwölf Jahre lang die Endstation der Blauen Linie, bis zur Eröffnung der Verlängerung nach Shōnandai am 29. August 1999. Der Busbahnhof wurde am 18. April 2010 durch einen Neubau an seinem heutigen Standort ersetzt.